# Clock King
Clock King is een superschurk uit de strips van DC Comics. Hij was aanvankelijk een vijand van Green Arrow, maar tegenwoordig ook van Batman. Hij werd bedacht door France Herron en Lee Elias

## Biografie
De Clock King is in werkelijkheid William Tockman. Hij zorgde voor zijn invalide zus. Op een dag kreeg hij van de dokter te horen dat hij nog maar zes maanden te leven had. Om zijn zus niet met lege handen achter te laten, besloot William een bank te beroven. Hij bestudeerde aandachtig de timing van de kluis, om het juiste moment voor de overval uit te kiezen. Zijn overval zou succesvol geweest zijn, ware het niet dat hij een stil alarm activeerde en in de kraag werd gevat door Green Arrow.
Terwijl hij in de gevangenis zat stierf zijn zus zonder hem. Tevens ontdekte Tockman dat de dokter een paar dossiers door elkaar had gehaald, en zich derhalve had vergist. William was kerngezond en zou niet sterven binnen zes maanden. Hij had dus voor niets de overval gepleegd. Woedend ontsnapte William uit de gevangenis, en plande zijn wraak op Green Arrow.
Als Clock King sloot William zich aan bij Major Disasters Injustice League, die later veranderde in Justice League Antarctica. Tevens leidde hij zijn eigen team van schurken in een missie. Dit team werd verslagen door de Teen Titans.
Clock King werd uiteindelijk gerekruteerd voor de Suicide Squad. Bij een missie van dit team kwam Clock King om het leven. Hij werd meerdere malen geraakt door kogels.

## Krachten en vaardigheden
De Clock King heeft geen bovenmenselijke krachten of vaardigheden, maar is wel atletisch en zeer punctueel. Als wapens gebruikt hij vooral op klokken gebaseerde gadgets.
Zijn getekende versie uit het DC Animated Universe had een dermate groot tijdsgevoel dat hij de meeste aanvallen van tegenstanders kon ontwijken omdat hij tot op de seconde nauwkeurig wist wanneer hij moest bukken of opzij springen.

## In andere media

### Films
- Clock King verschijnt in LEGO minifiguur-vorm in The Lego Batman Movie als korte rol.

### Televisieseries
- Clock King werd gespeeld door Walter Slezak in de Batman televisieserie uit de jaren 60. Hij deed mee in de afleveringen "The Clock King's Crazy Crimes" en "The Clock King Gets Crowned".

- Clock King deed mee in Batman: The Animated Series. Hierin was zijn echte naam Temple Fugate. Deze versie van Clock King deed ook mee in een aflevering van Justice League Unlimited.